# Општина Двор
Општина Двор (раније Двор на Уни и Подови) је општина у Банији, Сисачко-мославачка жупанија, Република Хрватска. Сједиште општине се налази у Двору на ријеци Уни. У односу на положај и већинско српско становништво, у току посљедњег рата, општина Двор се налазила у саставу Републике Српске Крајине. Завршетком рата, становништво готово у цјелини напушта тај простор. Данас се један дио, углавном старијег становништва, вратио у своје домове.
Према подацима са последњег пописа 2021. године у општини је живело 2.996 становника.

## Становништво

### Општина Двор
- По попису становништва из 2011. године, у Општини Двор је живјело 5.570 становника.[2]
- По попису становништва из 2001. године, у Општини Двор је живјело 5.742 становника, од тога је у самом Двору било 1.313 становника.
- По попису становништва из 1991. године, Општина Двор је имала 14.555 становника, распоређених у 64 насељена мјеста.

| година пописа | укупно | Срби            | Хрвати        | Југословени | остали      |
| ------------- | ------ | --------------- | ------------- | ----------- | ----------- |
| 1991.         | 14.555 | 12.591 (86,50%) | 1.395 (9,58%) | 311 (2,13%) | 258 (1,77%) |

| Општина Двор       |        |        |        |        |
| година пописа      | 1991.  | 1981.  | 1971.  | 1961.  |
| Срби               | 12.591 | 13.198 | 16.226 | 19.185 |
| Хрвати             | 1.395  | 1.525  | 1.876  | 2.060  |
| Југословени        | 311    | 1.344  | 126    | 44     |
| Муслимани          | 31     | 22     | 33     | 14     |
| Црногорци          |        | 19     | 4      | 4      |
| Македонци          |        | 5      | 9      | 2      |
| Словенци           |        | 6      | 4      | 5      |
| Албанци            |        | 4      | 8      |        |
| остали и непознато | 227    | 184    | 73     | 40     |
| укупно             | 14.555 | 16.307 | 18.359 | 21.354 |

| Демографија | Демографија | Демографија |
| Година      | Становника  | Становника  |
| ----------- | ----------- | ----------- |
| 1961.       | 21.354      |             |
| 1971.       | 18.359      |             |
| 1981.       | 16.307      |             |
| 1991.       | 14.555      |             |
| 2001.       | 5.742       |             |
| 2011.       |             | 5.570       |

На попису становништва 2011. године, општина Двор је имала 5.570 становника, следећег националног састава:
| Попис 2011.‍   | Попис 2011.‍ | Попис 2011.‍ | Попис 2011.‍ | Попис 2011.‍ |
| ------------- | ----------- | ----------- | ----------- | ----------- |
|               |             |             |             |             |
| Срби          | Срби        |             | 4.005       | 71,90%      |
| Хрвати        | Хрвати      |             | 1.440       | 25,85%      |
| остали        | остали      |             | 45          | 0,80%       |
| неизјашњени   | неизјашњени |             | 80          | 1,44%       |
| укупно: 5.570 |             |             |             |             |

На попису становништва 2021. године, општина Двор је имала 2.996 становника, следећег националног састава:
| Попис 2021.‍   | Попис 2021.‍ | Попис 2021.‍ | Попис 2021.‍ | Попис 2021.‍ |
| ------------- | ----------- | ----------- | ----------- | ----------- |
|               |             |             |             |             |
| Срби          | Срби        |             | 2.015       | 67,26%      |
| Хрвати        | Хрвати      |             | 881         | 29,41%      |
| остали        | остали      |             | 100         | 3,33%       |
| укупно: 2.996 |             |             |             |             |

## Историја
Након повлачења Турака 1718. године започиње утврђивање границе на обали ријеке Уне и изградња насеља које се налазило на тераси (подови) па је зато добило име Подови.
Подови постају саставни дио Војне крајине; након што је 1775. године цар Јосип II посјетио границу и преспавао у Подовима, Подови мијењају име у Двор.
За вријеме Краљевине Југославије мјесто добија име Двор на Уни, а послије Другог светског рата углавном се назива Двор.

### Распад СФРЈ
Двор се од распада Југославије до августа 1995. године налазио у Републици Српској Крајини. Током агресије на РСК августа 1995. године хрватска војска заузела је Двор протеравајући већинско српско становништво у граду и околини.

## Привреда
Становништво се, највећим дијелом, бави сточарством, а присутна је и прерађивачка индустрија.

## Образовање
- Основна школа Двор
- Дјечји вртић „Сунце“
- Библиотека и читаоница Двор

## Удружења
- Српско културно друштво „Просвјета“, Двор
- Аматерско позоришно (хрв. kazališno) друштво „Радохоличари“
- Пчеларско удружење „Кестен“, Двор
- КУД Поуњски плетер
- Ловачко друштво „Јелен“, Дивуша
- Добровољно ватрогасно друштво Дивуша
- Спортско-риболовно удружење „Седра“, Дивуша

## Спорт
- ФК ППГ Рујевац, клуб обновљен 2004. године
- НК Подови Двор, клуб основан 2004. године

## Знамените личности
- Јован Бандур, композитор и диригент
- Милан Васиљевић, привредник и друштвени радник
- Антоније Орешковић, пуковник српске војске, обавештајац, дипломата и војни теоретичар
- Борислав Ћорковић, кошаркашки тренер
- Милан Јока, учесник НОБ-а и народни херој Југославије
- Петар Калања, учесник НОБ-а и народни херој Југославије
- Милош Сузић, учесник НОБ-а и народни херој Југославије
- Милош Чавић, учесник НОБ-а и народни херој Југославије